# From the Bottom of My Broken Heart
From the Bottom of My Broken Heart (Ze dna mého zlomeného srdce) je pátý a poslední singl, který byl vydán z debutového alba zpěvačky Britney Spears …Baby One More Time. Singl vyšel 15. prosince 1999 v Austrálii a USA, později během ledna 2000 i v Česku.

## Informace o písni
Píseň napsal a produkoval Eric Foster White. V této melancholické baladě vzpomíná Britney na svou první lásku a přeje si, aby nikdy neskončila. Píseň nebyla zařazena na výběr největších hitů této Američanky nazvaných Greatest Hits: My Prerogative.

## Videoklip
Videoklip režíroval Gregory Dark a vše začíná pohledem na Britney, která si balí své věci a chystá se na odchod z domova. Je rozrušená, protože ví, že opustí svou lásku.
Skrz video vidíme i jakési záběry do minulosti, kde je se svým přítelem. Klip končí tak, že se přítel snaží Britney zastavit, proto vyráží na autobusovou zastávku. Přijede ale pozdě, Britney už odjíždí.

## Hitparádové úspěchy
V Americe se píseň dostala do první dvacítky. Stejně jako Born to Make You Happy nevyšla píseň na celém světě, pouze ve vybraných regionech, z nichž jeden byla i Austrálie, kde si mohli vybrat zda chtějí vydat právě Born to Make You Happy nebo From the Bottom of My Broken Heart. Rozhodli se pro pomalejší z variant a později usoudili, že si vybrali špatně. Písni se v tamější hitparádě moc nedařilo.

## Umístění ve světě
| Hitparáda               | Umístění |
| ----------------------- | -------- |
| USA - Billboard Hot 100 | 14       |
| Austrálie               | 37       |
| Indonésie               | 4        |
| Mexiko                  | 10       |
| Filipíny                | 1        |
| Světová hitparáda       | 19       |

| Prodejnost | Počet     |
| ---------- | --------- |
| Celkem     | 1,000,000 |